# Radio Edit
Ein Radio Edit (deutsch: Radio-Bearbeitung) ist die tontechnische Kürzung eines Musikwerks mit dem Ziel, den Titel für eine Radioausstrahlung geeigneter zu machen. Normalerweise ist die Spieldauer eines Radio Edits kürzer (2,5 bis etwa 4 Minuten) als der Originaltitel, hat einen höheren Lautheitspegel und enthält unter Umständen keine anstößigen Textpassagen.
Radio Edits werden im Rundfunk eingesetzt, um mehr Zeit für Werbung, Sprachbeiträge oder Nachrichten zu erhalten. Die Radio Edits werden bereits während der Musikproduktion gefertigt und sind in aller Regel nur auf Single erhältlich.

## Verfahren
Die simpelste Form, einen Musiktitel zu verkürzen, besteht darin, ihn vorzeitig auszublenden. Aufwändiger gestaltet sich das Schneiden von Musiktiteln, um sie zu verkürzen. So werden instrumentale Passagen, Soli, Wiederholungen von Refrains oder auch ganze Strophen herausgeschnitten, um dem Lied eine sendefähige Länge zu verleihen.
In manchen Fällen wird ein Lied auch einfach etwas schneller abgespielt als in der normalen Fassung. Damit die Folgen einer Tempoerhöhung, wie z. B. eine höhere Gesangsstimme als in anderen Versionen, nicht zu auffällig sind, werden zumeist nur geringe Erhöhungen vorgenommen.
Es können auch umfangreichere Bearbeitungen erfolgen, wie beispielsweise beim Song Bauch und Kopf von Mark Forster, dessen Radioversion mit einem Beat unterlegt wurde, der in der Albumversion nicht vorhanden ist.

## Geschichte
Die ersten Radio Edits entstanden bereits in den 1960er-Jahren, populär wurden sie Ende der 1970er-Jahre. So wurde aus der originalen Version des Liedes Heroes von David Bowie, das auf dem gleichnamigen Album eine Länge von über sechs Minuten hat, ein kürzerer Radio Edit von 3:32 Minuten geschnitten. Mit dem Wegfall der ersten beiden Strophen ging ein wesentlicher Teil des Tempo- und Spannungsaufbaus sowohl in der Musik als auch im Text verloren. Die Abwertung der künstlerischen Qualität ist eine mögliche Erklärung dafür, dass der Song nach seiner Veröffentlichung im Oktober 1977 in den Charts zunächst nicht erfolgreich war und erst in späteren Jahren musikgeschichtliche Bedeutung erlangte.
In seltenen Fällen werden längere Titel ungeschnitten gesendet, so beispielsweise Hey Jude von The Beatles (7:11), Bohemian Rhapsody von Queen (5:55) oder Time von Wintersun (11:45).

## Synonyme
- 7" Mix
- Airplay Mix
- Radio Mix
- Radio Version
- Single Version
- Shortcut
- Single Edit

### Im Bereich der Elektronischen Tanzmusik
- Mix Edit
- Original Mix Edit
- Short Edit